# 1기 KBS 장기왕전
1기 KBS 장기왕전은 한국방송공사의 TV 장기 기전이 참가한 장기 기전이다. 결승에서는 김기영 二단이 송종일 九단을 2대 0로 꺾고 우승을 차지했다.

## 대국 장소
- KBS IBC관(국제방송센터) 스튜디오

## 대국 결과

### 본선
| 대진     | 연도   | 대국일자 | 승자        | 패자        | 결과   | 기보 |
| -------- | ------ | -------- | ----------- | ----------- | ------ | ---- |
| 결승 1국 | 2001년 | 월 일    | 성우제 九단 | 김민수 九단 |        |      |
| 결승 2국 | 2001년 | 7월 7일  | 김민수 九단 | 성우제 九단 | 실격승 |      |
| 결승 3국 | 2001년 | 7월 14일 | 김민수 九단 | 성우제 九단 |        |      |